# 草原行軍
草原行軍（俄语：Степной поход）是1918年春頓河哥薩克人向薩爾河周圍草原成功的撤退，以確保他們在紅軍的攻擊下生存。